# 9922 Катчеллер
9922 Катчеллер (9922 Catcheller) — астероїд головного поясу, відкритий 2 березня 1981 року.
Тіссеранів параметр щодо Юпітера — 3,494.